# Constantin V d'Arménie
Pour les articles homonymes, voir Constantin.
Constantin V ou Kostandin V (en arménien Կոստանդին Ե), mort en 1362, est roi d'Arménie de 1344 à 1362. Il est fils de Baudouin, seigneur de Neghir et de Pertzerpert, et de Marie de Barbaron. Ses parents, tous deux héthoumides, sont respectivement petit-fils et arrière-petite-fille de Constantin, seigneur de Barbaron et père du roi Héthoum Ier.

## Biographie
Il est d'abord seigneur de Neghir et de Pertzerpert. À la mort du roi héthoumide Léon V, son cousin Guy de Lusignan lui succède sous le nom de Constantin IV. Mais Guy se rendit impopulaire en se mêlant des questions religieuses, voulant obtenir le ralliement de l'Église d'Arménie à Rome. Les barons l'assassinent et offrent la couronne à un lointain descendant héthoumide, Constantin V.
Malgré la réaction anti-franque et anti-latine qui le porte au pouvoir, il sait qu'il doit composer avec les occidentaux et apaiser leur rancœur, car ils sont son seul soutien possible face à l'avancée mamelouke. Lors d'un concile à Sis en 1345, pour se concilier l'aide des occidentaux, il feint de se rallier à l'Église romaine. Mais c'est en vain, et aucune croisade ne vient soulager la pression des musulmans. Les Mamelouks prennent définitivement le port d'Ayas le 23 mai 1347. En 1359, ils prennent les villes d'Adana et de Tarse, et occupent la totalité de la plaine cilicienne, réduisant le royaume à la partie montagneuse de la Cilicie.
Il meurt de mort naturelle le 21 décembre 1362. Irrités de l'absence d'aide de la part des Latins, les barons refusent de donner la couronne à un prétendant Lusignan, et la donnent à un de ses cousins, Constantin VI.

## Mariage et enfants
Il épouse en 1340 Marie de Korikos, fille d'Oshin, seigneur de Korikos, et de Jeanne de Tarente. De ce mariage sont nés :
- Oshin (mort en 1356) ;
- Léon (1338, mort avant 1357).

## Sources
- (en) Cet article est partiellement ou en totalité issu de l’article de Wikipédia en anglais intitulé « Gosdantin III of Armenia » (voir la liste des auteurs).
- René Grousset, L'Empire du Levant : Histoire de la Question d'Orient, Paris, Payot, coll. « Bibliothèque historique », 1949 (réimpr. 1979), 648 p. (ISBN 978-2-228-12530-7), p. 402-403.
- (en) « Armenia », sur Foundation for Medieval Genealogy (consulté le 20 juin 2010).